# Probolus discolor
Probolus discolor là một loài tò vò trong họ Ichneumonidae.